# Bartoloměj Navrátil
Bartoloměj Navrátil (2. září 1848 Staré Tvorovice – 12. duben 1927 Plumlov) byl český fyzik, objevitel elektrografie, matematik–statistik a pedagog, profesor a posléze ředitel gymnázia v Prostějově.

## Biografie
Absolvoval gymnázium v Kroměříži. Studoval na Vídeňské univerzitě a na univerzitě v Praze, kde roku 1872 získal aprobaci jako gymnaziální profesor pro obor matematika a fyzika. V letech 1872–1908 působil na gymnáziu v Prostějově, nejprve jako suplent, od roku 1873 coby řádný učitel a posléze od roku 1880 jako ředitel toho ústavu, jenž byl tehdy převzat pod zemskou správu. Byl ženatý, na penzi žil od roku 1908 v Prostějově-Plumlově ve svém domě, kde dále odborně pracoval na elektrografii biologických objektů; v roce 1927 měl připraveno pro tisk odborné pojednání, které však již nestihl publikovat.
Jedná se o autora populárně-pedagogických, odborných a vědeckých studií, z nichž Nový druh elektrických obrazců (Čas. math., 1889) a Dodatek k obrazcům elektrickým na deskách sensitivních (Čas. math., 1889), první práce toho druhu v Rakousko-Uhersku, položily základy elektrografie, které dal jméno. Byl členem autorského kolektivu Ottova naučného slovníku, do kterého zpracoval několik hesel. Recenzent gymnaziálních učebnic; aktivně hovořil německy a francouzsky.